# 青年民建聯
青年民建聯（Young DAB），簡稱青民，是香港政黨民主建港協進聯盟（民建聯）的青年軍。
民建聯規定：凡加入該黨而年齡在三十五歲以下的會員，均自動成為青年民建聯會員。

## 簡介
青年民建聯原為民建聯屬下的青年小組。2004年6月，民建聯中央委員會決定將原有之「青年小組」升格為直屬聯盟常委的「青年民建聯」，由青年民建聯委員會負責統籌民建聯三十五歲或以下青年會員的工作。
青年民建聯成立之初，由張國鈞出任主席，黃大仙區議會議員黎榮浩及荃灣區議會議員陳恆鑌出任副主席。由民建聯常委蘇錦樑出任總監，立法會議員劉江華出任副總監。由第二屆開始，青年民建聯委員會任期屆數設為兩年一屆，設有主席、副主席及委員職位，主席透過民建聯中委會委任，副主席交由青年民建聯委員會成員互選產生。由第三屆開始，為強化青年民建聯與各個界別的深入聯繫，青年民建聯副主席人數由4名增加至5名，並以之設為恆常化。直到第六屆青年民建聯委員會之成立，新增設秘書長及副秘書長一職，青年民建聯委員會成員分工更具明顯，5名副主席分別專責地區聯絡、政策研究、學校聯絡、工商專業及會員義工等工作項目，新增秘書長及副秘書長之職位，主要負責統籌整個青年民建聯委員會秘書處的工作，涉及各「行政」、「組織」及「文宣」的工作。及後，第七屆青年民建聯委員會的成員架構及人數更具豐富，青年民建聯副秘書長職位由原來2名增加至6名，除了延續過往為青年人發聲的宗旨及為香港各界青年搭建平台，讓青年人可以參與其中並議政論政外，第七屆青年民建聯委員會更將青年工作深入全港十八區，將青年民建聯的組織建設力量全面深入地區並設有青民辯論隊。全面準確落實民建聯深耕細作的地區工作理念及強化青年人參政、議政及論政的政策論述能力。青年民建聯更新增FACEBOOK專頁，由第七屆青年民建聯委員會開始，各項青年民建聯工作更具細化及專業到位。來到第八屆，青年民建聯委員會成員分工有所更改，5名副主席分別負責工商金融、創新科技、教育就業、文化體育和可持續發展及青年機遇等工作項目，另設秘書長及副秘書長各一位，依舊負責統籌整個青年民建聯委員會秘書處的工作，涉及各「行政」、「組織」及「文宣」的工作。第八屆青年民建聯委員會將會向跨階層發展出發，並善用粵港澳大灣區的機遇，為香港年青、專業朋友，找到更多、更好的發展機會及盡展潛能的平台。

## 主要成員
青年民建聯成立最初：
- 主席：張國鈞
- 副主席：黎榮浩，黃大仙區議會議員；陳恆鑌，荃灣區議會議員
- 總監：蘇錦樑，民建聯常委
- 副總監：劉江華，前立法會議員

## 活動
- 2019青民探索內蒙古交流團
- 2019青民「大灣區青年發展機遇」考察團
- 2018青民探索東北交流團
- 2018「大灣區青年發展機遇」青年論壇
- 2017青年政策建議書
- 2016「與企業對話」飯局
- 2015「名人飯局」
- 2014第三屆兩岸四地青年高峰會
- 2014青民雲南交流團
- 2013青民內蒙古交流團
- 2012第二屆兩岸四地青年高峰會
- 2012青民西安交流團
- 青民足球隊
- 青民辯論隊
- 青民籃球隊
- 「青民眼」講座
- 2011第一屆兩岸四地青年高峰會
- 2011青民武廣基建考察團
- 2010青民上海世博考察團
- 2010青民惠州省運會考察團
- 2010青年房屋政策問卷調查
- 香港學生本地及內地暑期實習計劃
- 青民到民主黨總部促請支持政改
- 青民專業司儀培訓班
- 青民逢周一在星島日報的「青民眼」專欄

## 現有成員

### 第九屆青年民建聯委員會成員（2021-2023）
- 主　席：施永泰
- 副主席：陳壇丹、鍾健峰、劉毅、穆家駿、鍾秀賢
- 秘書長：劉天正
- 副秘書長：惟俠（已離任）、趙偉、何宇
- 委員：劉嘉偉、吳啟新、曹銘心、方嘉偉、施衍良、莫淦森、譚煒霖、朱煥釗、李兆浚、王俊傑、范國源、陳凱榮、駱建而、黃晞華、黃榳棫、黎可淇、邵天虹

### 第八屆青年民建聯委員會成員（2019-2021）
- 總　監：顏汶羽
- 主　席：施永泰
- 副主席：施駿興、曾柏淇、劉毅、穆家駿、鍾秀賢
- 秘書長：鍾健峰
- 副秘書長：陳壇丹
- 委員：尹子健、云惟俠、趙偉、方嘉偉、李海欣、林政良、施衍良、孫偉成、莫淦森、陳敬維、傅紫曦、葉俊遠、趙朗鏗、謝嘉欣、譚煒霖

### 第七屆青年民建聯委員會成員（2017-2019）
- 總　監：周浩鼎
- 主　席：顏汶羽
- 副主席：關浩洋、招文亮、林琳、張思穎、胡綽謙
- 秘書長：李均強
- 副秘書長：陳壇丹、植潔鈴、蕭煒忠、賴嘉汶、鍾秀賢、鍾健峰
- 委員：方嘉偉、司徒駿軒、李國偉、周福澄、林政良、梁小碩、梁展鏗、郭詠健、陳敬維、傅紫曦、曾柏淇、黃國偉、葉文斌、劉碧堯、鄭卓賢、鄺星宇

### 第六屆青年民建聯委員會成員（2015-2017）
- 總　監：周浩鼎
- 主　席：顏汶羽
- 副主席：關浩洋、招文亮、林琳、蕭震然、張思穎
- 秘書長：羅崑
- 副秘書長：丘健和、杜礎圻
- 委　員：李均強、李國偉、胡綽謙、甄健宇、鄺星宇、譚肇卓、劉明藝、郭詠健、劉雪盈、劉鎮海、黃進昇、葉文斌、黃冰芬、潘卓斌、紀浩然、李澄幸、楊鎮華、郭芙蓉

### 第五屆青年民建聯委員會成員（2013-2015）
- 總　監：張國鈞
- 主　席：周浩鼎
- 副主席：張思晉、陳威雄、李世榮、關浩洋、丁彥文
- 委　員：陳智偉、張思穎、招文亮、郭芙蓉、林琳、羅崑、李國偉、顏汶羽、潘志輝、蘇晁鋒、杜礎圻、蔡東洲、黃可欣、黃冰芬、甄健宇、丘健和

### 第四屆青年民建聯委員會成員（2011-2013）
- 總　監：張國鈞
- 主　席：周浩鼎
- 副主席：張思晉、楊鎮華、葉傲冬、鄭泳舜、陳威雄
- 委　員：朱兆麟、李世榮、顏汶羽、梁家麒、莊澤權、關浩洋、陳文豪、郭芙蓉、陳智偉、曾錦銓、葉文斌、廖佩儀、丁彥文、潘卓斌、羅崑、潘志輝、黃冰芬

### 第三屆青年民建聯委員會成員（2009-2011）
- 總　監：張國鈞
- 主　席：周浩鼎
- 副主席：張思晉、楊鎮華、葉傲冬、鄭泳舜、朱兆麟
- 委　員：陳威雄、李世榮、季霆剛、梁家麒、莊澤權、趙鈺銘、陳文豪、陳文偉、陳智偉、曾錦銓、葉文斌、廖佩儀、潘卓斌、羅崑

### 第二屆青年民建聯委員會成員（2007-2009）
- 總　監：蘇錦樑
- 主　席：張國鈞
- 副主席：陳恒鑌、黎榮浩、周浩鼎、徐英偉
- 委　員：王宏康、周志威、區永佳、張思晉、陳筆、陳文豪、陳思敏、陳學鋒、陸偉傑、黃才立、黃家維、趙志豪、劉國勳、張瑞鋒、劉龍飛

### 第一屆青年民建聯委員會成員（2004-2007）
- 總　監：蘇錦樑
- 主　席：張國鈞
- 副主席：陳恒鑌、黎榮浩
- 委　員：陸偉傑、周志威、謝興、劉龍飛、張瑞鋒、周浩鼎、陳思敏、陳筆、梁子穎、趙志豪、梁嘉銘

## 外部連結
- Facebook專頁 （页面存档备份，存于）